# 重慶モデル
重慶モデル（じゅうけいモデル、英: Chongqing model、簡: 重庆模式、繁: 重慶模式）は、2007年から2012年にかけて中国重慶市の共産党委員会書記を務めた薄熙来により行われた、一連の社会経済政策を指す語。政策のいくつかは薄の前任者によって整えられたが、それらも薄による施策と密接に関連する。
同モデルの特徴としては、国家統制の強化や汚職による組織犯罪の撲滅、都市における安全とインフラの整備、貧しい人々への助成や農村住民の移住環境の整備等による社会政策が挙げられる。

## 背景
薄熙来は、2007年10月の第17回党大会で重慶市の共産党委員会書記兼政治局員に任命された。彼の前任者である汪洋は、広東省の共産党委員会書記に起用された。当時の重慶は大気汚染や水質汚染、失業や公衆衛生の悪さ、三峡ダムの合併症などが問題になっており、商務部長を務めていた薄は重慶のポストを引き受けることに消極的で、副首相になることを望んでいたという。
薄熙来は当初、汪洋の後任としての重慶の党委書記の地位に不満を抱いていたが、次第に自身の立場を利用して高等官庁への進出を目指すようになった。2012年秋の第18回党大会では、党中央政治局常務委員会（最高指導部）に参加の意思を表明した。温家宝国務院総理（当時）はこの時点で退任の見込みであり、薄はこれを機に国家主導権の最高レベルに加わることとなった。
重慶モデルは、中国が直面している多様な課題に取り組むことを目的とした体系的な社会経済政策の集まりであり、これらの政策の推進のために薄熙来は重慶でのリーダーシップを発揮した。同モデルは、温家宝総理と胡錦涛総書記による改革派が支持した政策に対する反抗を表しており、さらには薄の前任者であり政治的に対立する汪洋によって支持された広東省モデルともしばしば対比される。重慶モデルは社会経済における国家の役割を強調したが、対する広東省モデルは比較的自由な経済政策、政治政策を特徴としている。

## 具体的な政策

### 経済政策
薄熙来が共産党重慶市委員会書記に就任すると、重慶の経済は世界的な金融危機の最中に大きな飛躍を遂げた。特に、コストの上昇により沿岸地域から内陸に移転した外国企業が多大な利益をもたらした。重慶市は、これらの企業の誘致のために補助金の支出や中小企業に対する融資や担保、及び輸出に対する補助政策等を採用した。
2009年の第1四半期、世界的な金融危機により中国の沿岸地域における輸出産業も深刻な影響を受けた。一方で、薄熙来が重慶市委書記に就任した後、2008年の重慶への対外直接投資額は170%増加して27億米ドルとなり、西部の12の省と都市のうち6位から2位に上昇した。2009年には40億米ドルが海外からの投資により集まり、西部で1位となった。重慶の2008年からの年間経済成長率は14.3%であった。

### 組織犯罪の撲滅
薄熙来が就任して1年以上が経った2009年7月10日より、重慶市人民政府は組織犯罪に対する対策に乗り出した。2009年以来、推定5700人もの犯罪者、または汚職や警察との癒着により起訴された会社員や警察官、裁判官、政府高官、及び政治的敵対者を抜本的に逮捕した。この活動に際して、薄熙来が以前働いていた遼寧省の警察署長と、副市長である王立軍が重慶市公安局局長と武装警察第一政治委員として任命され、監督した。2010年5月1日現在、この活動により組織犯罪に関わる4871人が逮捕され、14人が殺害されたと発表されている。汚職の疑いのある警察官や、政府高官の数人も逮捕された。
しかし、この活動は正当な法的手続きを無視し、法の支配の原則を侵害しているとして批判された。『ウォールストリートジャーナル』のStanley Lubmanは、「裁判所と警察の両方を誤用した活動」と記述している。活動の標的となった個人は、当局により恣意的に拘束され、推定1000人が強制労働に従事させられた。被告人の弁護士は威圧され、なかでもとある一人の弁護士は18か月の懲役刑を宣告された。自白を引き出すための拷問の疑惑も浮上した。さらには標的とされた人々の多くは犯罪者ではなく、公営住宅政策のための資金調達を目的に資産を押収されたとも伝えられている。
また、この活動には市内での大規模な監視業務の開始も含まれていたとされている。警察署長である王立軍は、国営のプロジェクトとして「インターネット通信を網羅した包括的な監視システム」の設計を務めた。このシステムには、盗聴、盗撮、インターネット通信の監視が含まれ、『ニューヨークタイムズ』によると、地元の犯罪者のみならず、中国の有力な指導者間のコミュニケーションも監視された。2011年8月、胡錦涛と監察部長である馬馼との間の電話が薄熙来の命令により盗聴されたことが判明し、中央規律検査委員会による厳しい調査をもたらした。これは2012年の薄の没落の一因にもなった。

### 社会政策
薄熙来による社会政策は、富裕層と貧困層、農村部と都市部との格差の緩和を推進し、共産主義による平等主義を具現化する経済モデルを追求した。経済発展を「ケーキを焼くこと」に例えたケーキ理論においては、大きなケーキを作ることよりもケーキを公平に分配することに焦点を置いた政策を推進した。
薄熙来は社会政策の一つに、以前から重慶で行われていた政府による公営住宅政策を積極的に推進した。これは汪洋政権時代に実施された低額の賃貸住宅政策とは異なり、公営住宅の申し込み条件が大幅に緩和された。具体的には、18歳以上で1人当たりの居住面積が13平方メートル未満の単身赴任者、高等教育機関や専門学校を卒業したのちに市内で働く者、市外から通勤する非居住者等が申し込めるようになった。「住む重慶」のスローガンを提唱し、多くの公営住宅の建設を進め、都市を総合的に変革することを推進した。薄の退任後も公営住宅の建設は進行した。
薄熙来は、毛沢東による社会主義倫理を促進するために「赤い文化運動」を始めた。市民に「赤い歌を歌い、古典的な本を読み、物語を語り、モットーを広める」（唱读讲传）よう求めた。これは中国共産党の伝統的なイデオロギー文化である。

### その他の政策
交通事情を改善するため、交通インフラの整備を推進し、スムーズな流れによる交通渋滞の解消を提案した。さらに高速道路の建設を進め、主要都市間や港湾部との交通利便性の向上に寄与した。
また、政府主導で植林活動を進め、2009年には市の森林被覆率は35%に達した。